# Nairn County
Der Nairn County Football Club ist ein schottischer Fußballverein aus Nairn in den Highlands. Sie spielen seit 1919 in der Highland Football League und gewannen ihren einzigen Ligatitel in der Saison 1975/76. Als Vollmitglied der Scottish Football Association qualifizieren sie sich automatisch für den Scottish FA Cup, in der das Erreichen der 4. Runde in der Saison 1956/57 den größten Erfolg darstellt. Die erste Mannschaft trägt ihre Heimspiele im 2250 Plätze umfassenden Station Park aus.

## Geschichte
Der Nairn County Football Club wurde 1914 gegründet und trat 1919 der Highland Football League bei. Ihr einziger Liga-Titel war in der Saison 1975/76, den sie nach einem Play-off in der Verlängerung gegen den FC Fraserburgh gewannen. In der Saison 1955/56 nahmen sie erstmals am schottischen Pokal teil.

## Stadion

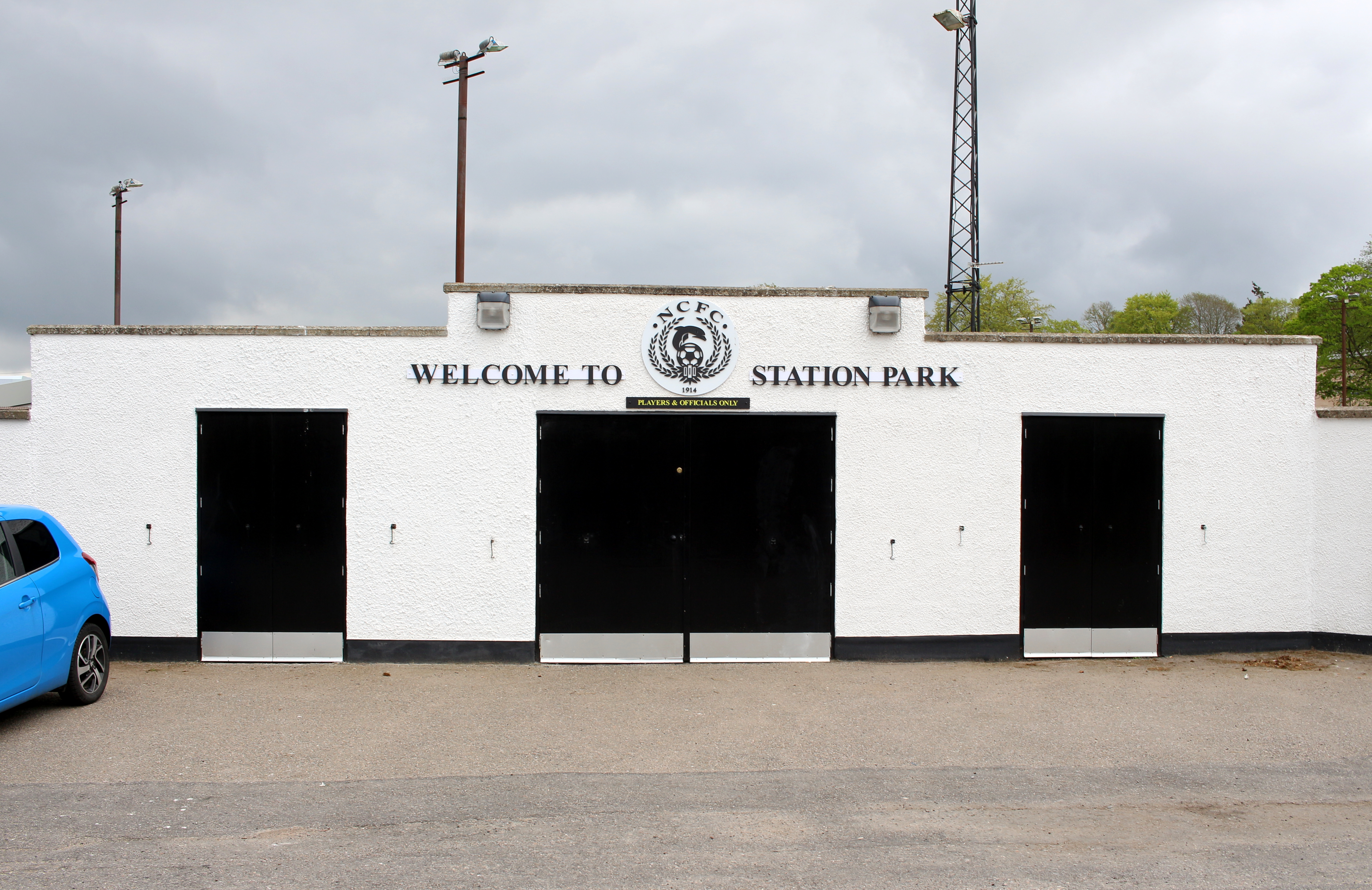
Station Park in Nairn (2019)

Der Verein spielt seit dem Jahr 1914 im Station Park in Nairn. Es hat eine Kapazität von 2250 Plätzen, darunter 250 Sitzplätze.

## Ehemalige bekannte Spieler
- Jonathan Holland
- Eddie Stewart

## Erfolge
- Highland Football League (1):
  - 1976
- Highland League Cup (2):
  - 1964, 2011
- North of Scotland Cup (7):
  - 1957, 1963, 1964, 1966, 2006, 2009, 2013